# Rajneesh
Osho, pe numele său la naștere Chandra Mohan Jain (în hindi चन्द्र मोहन जैन), numit în anii 1960 Acharya Rajneesh, apoi Bhagwan Shree Rajneesh (भगवान श्री रजनीश,în anii 1970-1980), apoi Osho  (ओशो)  în ultimii ani ai vieții (11 decembrie 1931 - 19 ianuarie 1990)  
a fost un filozof, guru și învățător spiritual indian, fondator al curentului spiritual Neo-Sannyas, Rajnish sau Oshoism.
Osho s-a născut în Kuchawada, India, la 11 decembrie 1931. Tatăl său a fost negustor de haine și aparținea religiei jainiste. În 1946, Osho are experiența primului său satori.

## Biografie
De-a lungul anilor experiențele sale meditative au devenit din ce în ce mai profunde. La vârsta de 21 de ani atinge ceea ce el denumea iluminarea, „cea mai înaltă culme a conștiinței omenești”. În acel moment, spune Osho, biografia lui exterioară a luat sfârșit; de atunci el s-a văzut trăind o stare de totală unitate cu legile intime ale existenței. În plan exterior și-a continuat studiile la Universitatea din Sagar, unde a absolvit cu onoruri Prima Clasă de Filozofie. A fost Campionul unui concurs al dezbaterilor pe întreaga Indie, câștigând Medalia de Aur. Dupa terminarea facultății, este numit profesor de filozofie la Colegiul Sanskrit din Rajpur și apoi la Universitatea din Jabalpur.
Întreprinde călătorii în intreaga Indie, vorbind în fața unui larg auditoriu și polemizând cu liderii religioși în dezbateri publice. În 1966 Osho demisionează pentru a se dedica în întregime scopului de a iniția omul modern în arta meditației. Începe să conducă tabere de meditație; se adresează curent unor mulțimi de 20.000 - 50.000 de persoane în cadrul adunărilor ce aveau loc în aer liber. În 1974 este inaugurat ashramul de la Poona.
Influența lui spirituală este de nivel mondial. Grupurile de terapie existente în jurul lui Osho în acea vreme combinau tehnicile meditative din Orient cu psihoterapia occidentală. Cuvantul "Osho" provine din japoneza veche: "O" înseamnă "cu multă recunostință, iubire, gratitudine" dar și "echilibru, armonie". "Sho" înseamnă "extinderea multidimensională a conștiinței" și "total binecuvantat de existență". Osho  a decedat la 19 ianuarie 1990; fără să fie resemnat sau fatalist, el a explicat discipolilor săi că: "Existența a hotărât că i-a venit timpul". Pentru el devenise limpede că a rămâne în limitele trupului nu era lucrul cel mai important pentru dezvoltarea operei sale. Înainte de a muri, a mai spus: "Vă las visul meu."

Oregon
Mai târziu, în 1981, Rajneesh s-a mutat în Statele Unite, iar urmașii săi au înființat o comunitate, mai târziu cunoscută sub numele de Rajneeshpuram, în statul Oregon. În decurs de un an, conducerea comunei s-a înrădăcinat într-un conflict cu locuitorii locali, în primul rând asupra utilizării terenurilor, care a fost marcată de ostilitatea ambelor părți. Rajneesh locuia într-o remorcă lângă o piscină acoperită și alte facilități. Nu a ținut prelegeri și a văzut doar majoritatea locuitorilor când, zilnic, trecea încet pe lângă ei în timp ce stăteau lângă drum. El a câștigat notorietate publică pentru numeroasele Rolls-Royces cumpărate pentru utilizarea sa, numărând în cele din urmă 93 de vehicule. Acest lucru l-a făcut cel mai mare singur proprietar al mașinilor din lume.
Influența Ma Anand Sheela
Ma Anand Sheela (născută Sheela Ambatal Patel, 28 decembrie 1949) a fost secretara personală a lui Rajneesh din 1981 până în 1985. La 10 iulie 1981, a achiziționat 64 de acri (260 km2) Big Muddy Ranch pentru a crea Rajneeshpuram, comuna Oregon. A fost managerul principal și purtătorul de cuvânt. Ea a purtat un pistol Magnum .357 și a creat o forță de poliție Rajneeshpuram înarmată cu pistoale submachine Uzi și o mitralieră montată pe Jeep .30 calibru. A fost sub influența lui Sheela, Rajneesh a decis să călătorească în Statele Unite și să înceapă un ashram acolo.
În timp ce se afla la Rajneeshpuram, Rajneesh depindea de Sheela pentru a gestiona organizația. A fost văzută ca asistenta principală a lui Rajneesh și ca a doua comandă a organizației. De asemenea, a fost președinte al Fundației Rajneesh International. Cei doi s-au întâlnit în fiecare zi în privat pentru a trece peste probleme semnificative pentru grup.
Sheela a condus operațiunile a aproape toate subgrupurile aflate sub mișcarea lui Rajneesh, precum și a lui Rajneeshpuram. Rancho Rajneesh a fost administrat prin cercul interior al adepților gestionați de Sheela. A luat decizii pentru organizație în întâlniri cu adepți în propriul spațiu de locuit privat. În plus, Sheela va lua decizii pentru organizație singură sau după întâlnirea cu Rajneesh. Acei adepți ai lui Rajneesh care nu au respectat guvernările ei riscau să fie dați afară din Rajneeshpuram. Potrivit Bioterorismului și Biocrimelor, „Acest stil particular de luare a deciziilor a avut un impact semnificativ asupra mișcării grupului de a angaja agenți biologici”.
Comuna din Oregon s-a prăbușit în 1985, când Rajneesh a dezvăluit că conducerea comunei a comis o serie de crime grave, inclusiv un atac bioterorist din 1984 (contaminarea alimentelor) asupra cetățenilor din The Dalles, Oregon. El a fost arestat la scurt timp și acuzat de încălcări ale imigrației și a fost deportat din Statele Unite în conformitate cu o negociere pledată. (https://simple.wikipedia.org/wiki/Bhagwan_Shree_Rajneesh)

## Scrieri
Osho nu are ceea ce poate fi numit o opera scrisa, el nu a scris propriu-zis nicio carte. Cartile publicate sub numele sau sunt transcrieri ale discursurilor sale, datorate discipolilor sai. In timpul vietii sale, aceste transcrieri au fost facute sub indrumarea si atenta sa supraveghere. Discursurile lui Osho acopera domenii foarte largi ale cunoasterii, de la psihologie la filosofie, fara sa constituie propriu-zis un sistem, deoarece Osho insusi a fost impotriva oricarui sistem de gandire. Gandirea sa era în viziunea sa  o "cale", prin care Osho a incercat sa adapteze invataturile traditionale orientale contextului specific al lumii contemporane. Discursurile sale sunt fie conferinte tematice fie raspunsuri uneori foarte dezvoltate la intrebari puse de discipolii sai. Tematica acestora este intotdeuna un pretext pentru a contura propria gandire (sau cum o numeste Osho in titlul uneia dintre carti - "Calea Mea, Calea Norilor Albi") fie ca este vorba de comentarii pe marginea scrierilor traditionale (precum Dhammapada atribuita lui Buddha, textele Upanishadelor, Vedanta sau Vijnana Bairava), Noul Testament, Evanghelia dupa Toma, scrieri ale unor poeti și ganditori precum Khalil Gibran sau simple povestiri Zen. Aceste discursuri au fost strânse în apoximativ 650 de volume și traduse în peste 34 de limbi. Considerându-se  un iluminat, un trezit, Osho are o viziune proprie asupra tradițiilor spirituale orientale, viziunea a unui "martor", care "vede dinăuntru", dar si cea a unui interpret al marilor religii occidentale, in special al crestinismului, oferind astfel o perspectiva complexa, unitara plina de înțelesuri majore asupra acestora.
- În seria de 12 volume intitulate generic Dhammapada - Calea lui Buddha, Osho comentează pe larg cartea cea mai cunoscută a canonului buddhist, considerată unanim standardul etic al lui Buddha Sakhyamuni însuși.
- În cărți precum Bodhidharma, cel mai mare maestru Zen sau Rinzai - Maestrul Iraționalului sau Dogen, Maestrul Zen, Osho evidențiază rolul excepțional jucat de Bodhidharma, cel care a implementat în China învățătura cea mai înaltă a buddhismului; la contactul cu daoismul, această învățătură a căpătat o notă specific chineză devenind Zenul, care, ulterior, prin maeștri precum Dogen sau Rinzai a fost transferat în Japonia.
- În Meditatia: arta extazului interpretează în beneficiul cititorului modern lucrarea fundamentală a tradiției șivaite din Kashmir, Vijnana Bairava, unde sunt redate 112 tehnici și metode de meditație menite să ducă la realizarea Ființei interioare și la iluminare.
- În cartea Mesia, Osho pune în lumină mesajul de iubire, universal și transreligios, cuprins în lucrarea Profetul a marelui poet, artist plastic și vizionar arab Khalil Gibran.
- În Marele secret, Osho se folosește de cântecele incomparabile ale lui Kabir despre "Preaiubitul", o expresie sufi ce desemnează starea de iluminare, pentru a descrie stările extatice ale marelui mistic.
- În Vino, urmeaza-mă sau în Sămânța de muștar, Osho comentează, în special în lumina Evangheliei după Toma și a Evangheliei după Ioan, mesajul și faptele săvârșite de Christos, întemeietorul religiei creștine.
- În cărți precum Tao viu sau Barca goală, Osho analizează două opere fundamentale ale maeștrilor daoismului, Lao Zi și Huang Zi, evidențiind adevărurile esențiale ale căii naturale de a trai și rolul efortului propriu în realizarea naturii adevarate.
- În Alchimia Yoga sau în Calea Yoga, în care comentează sutrele lui Patanjali, Osho ne face cunoscute tehnicile și metodele specifice sistemului Yoga menite să ducă la depășirea condiției umane și la realizarea unității cu Divinul.

## Lucrări traduse în limba română
- Osho - "Calea perfectă", Traducere de: Dan Chiaburu, Editura Herald, Colecția Zen, București, 2002, 176 p., ISBN 973-97577-1-5
- Osho - "Cartea despre barbati" , Traducere de I.Danasel  ,Cristina  editura MIX ,Brasov,2001, 184 p ,  ISBN 973-99946-3-6
- Osho - Cartea despre femei editura Mix data aparitiei Noiembrie 2012
- Osho Cand iubesti.Cum sa iubesti constient si sa relationezi fara teama.Traducere Bogdan Chicea editura ProEditura si Tipografie data aparitiei ianuarie 2008 nr de pagini 280
- ABC-ul iluminării de OSHO, editura Pro Editura si Tipografie

Trăiește o experiență fără a o numi în vreun fel
- OSHO - ZEN - TAROT de OSHO, editura Mix

Jocul de cărți transcendent al Zenului
Întoarceti atentia de la ceea ce se întâmpla în exterior, pentru a putea întelege mai bine ceea ce se întâmpla în subconstient.
- Secretul secretelor de OSHO, editura Mar

o introducere la străvechea învățătură taoistă Secretul florii de aur
SECRETUL FLORII DE AUR este una dintre cele mai ezoterice tratate din lume. Îți va arăta calea pentru a deveni mai mult decât trup. Îți va arăta calea de a merge dincolo de moarte. Îți va arăta calea pentru a înflori.
- Farmacie pentru suflet de OSHO, editura Mix

Lucruri simple pe care le puteți face pentru a evita neplăcerile vieții de zi cu zi: 101 metode
Cartea reprezinta o colectie cuprinzatoare de metode de meditatie si de sfaturi, care au drept scop promovarea unei stari de bunastare în toate aspectele vietii noastre.
- Iubire, libertate si solitudine de OSHO, editura Mix

O nouă viziune asupra relației de cuplu